# Anthony Coleman
Anthony Coleman (* 30. srpna 1955) je americký hudebník. Ve svých třinácti letech začal studovat hru na klavír u jazzového hudebníka Jakiho Byarda a později, když studoval na bostonské hudební škole New England Conservatory, jej vyučovali například George Russell a Donald Martino. Při několika příležitostech spolupracoval s hudebním skladatelem a hudebníkem Johnem Zornem (hrál například na jeho albu Kristallnacht a vydal několik alb u jím vlastněného vydavatelství Tzadik Records). Dále nahrál několik společných alb se saxofonistou Royem Nathansonem a spolupracoval i s dalšími hudebníky, mezi které patří například Wadada Leo Smith, Marc Ribot, Gary Lucas, Ikue Mori, Elliott Sharp či David Krakauer.

## Diskografie
- Disco by Night (1992)
- The Coming Great Millenium… (1992)
- Lobster and Friend (1993)
- Sephardic Tinge (1995)
- Selfhaters (1996)
- I Could've Been a Drum (1997)
- The Abysmal Richness of the Infinite Proximity of the Same (1998)
- Morenica (1998)
- Our Beautiful Garden is Open (2002)
- Shmutsige Magnaten (2006)
- Pushy Blueness (2006)
- Lapidation (2007)
- Freakish (2009)
- The End of Summer (2013)